# Cristian Pavón
Cristian Pavón (* 21. Januar 1996 in Córdoba, Argentinien) ist ein argentinischer Fußballspieler, der als Flügelstürmer agiert. Aktuell spielt er in Brasilien bei Grêmio Porto Alegre.

## Vereinskarriere

### Club Atlético Talleres (2012–2014)
Pavón schloss sich 2004 der Jugend des CA Talleres in Córdoba an. Im Februar 2012 fand er Aufnahme in der ersten Mannschaft, für die er im Dezember 2013 in einem Zweitligaspiel debütierte.

### Boca Juniors (2014) mit Leihen zu CA Colón und LA Galaxy
Im Sommer 2014 verpflichteten ihn die Boca Juniors, er wurde aber quasi umgehend an den Zweitligisten CA Colón aus Santa Fe ausgeliehen. Er hat bei Boca einen Vertrag bis 30. Juni 2022.
2015 kehrte er zu den Boca Juniors zurück und entwickelte sich dort bis 2017 zum Stammspieler. Mit dem Verein gewann er die argentinischen Meisterschaften von 2015, 2017 und 2018. 2015 gewann er mit Boca auch die Copa Argentina, wo er allerdings im Finale nicht zum Zug kam. Er zog mit dem Verein zudem in das Finale der Copa Libertadores 2018 ein.
Am 8. August 2019 wurde er an den US-amerikanischen Verein LA Galaxy ausgeliehen.

### Atlético Mineiro
Im Juli 2022 wechselte er ablösefrei zum brasilianischen Verein Atlético Mineiro.

### Grêmio Porto Alegre
Im Februar 2024 wechselte Pavón innerhalb der Série A zu Grêmio Porto Alegre.

## Nationalmannschaftskarriere
2013 und 2016 spielte er für die U-17 und U-20 Nationalmannschaften. Auch nahm er mit der Olympiaauswahl an den Olympischen Sommerspielen 2016 in Rio de Janeiro teil. Die Mannschaft schied nach der Gruppenphase aus. 2017 kam er zu seinen ersten beiden Partien in der A-Nationalmannschaft, mit der er an der Weltmeisterschaft 2018 in Russland teilnahm, wo die Mannschaft im Achtelfinale gegen den späteren Turniersieger Frankreich ausschied. Er kam in allen vier Spielen Argentiniens zum Einsatz; dreimal wurde er ein- und einmal ausgewechselt.

## Erfolge
Boca Juniors
- Primera División (Argentinien) (3): 2015, 2016/17, 2017/18[5]

Atlético Mineiro
- Staatsmeisterschaft von Minas Gerais: 2023